# Бельке, Туре Габриель
Туре Габриель Бельке (швед. Ture Gabriel Bielke; 3 декабря 1684, Стокгольм — 11 мая 1763, Стокгольм) — шведский государственный деятель, граф, один из основателей и лидеров партии «колпаков».

## Биография
Родился 3 декабря 1684 года в семье барона Нильса Бельке и Евы Горн аф Бьёрнборг, приходившейся дочерью риксмарску Густаву Горну. В юности совершил множество длительных поездок за границу. Обучался в Лейденском и Оксфордском университетах.
В 1704 году поступил на шведскую военную службу. В ходе Северной войны принимал участие в походах в Польшу, Саксонию и Россию. В 1711 году получил чин ротмистра.
Во время осады Полтавы был ранен и после Полтавской битвы последовал за Карлом XII в Турцию, где принял участие в так называемом «калабалыке в Бендерах», после чего был вместе с королём был отправлен в Димотику.
В 1714 году Бельке вернулся в принадлежавший Швеции Штральзунд, а год спустя принял участие в походе в Норвегию. После гибели короля был произведён в полковники Бохусленского драгунского полка. К этому времени он уже сделался одним из наиболее влиятельных офицеров в армии. В 1719 году он получил чин генерал-майора и некоторое время спустя был отправлен с посольством в Вену.
В 1727 году Бельке занял место в риксроде, где присоединился к сторонникам Арвида Горна. После прихода к власти партии «шляп» его в марте 1739 года исключили из совета, но оставили за ним титул члена риксрода и часть жалования в качестве пенсии.
После исключения Бельке продолжил борьбу со «шляпами», всеми силами стараясь помешать объявлению войны России. С этой целью он вступил в близкие сношения с русским послом в Стокгольме и всячески содействовал созданию партии «колпаков», выступившей затем в качестве политического соперника «шляп». После ареста в 1741 году Юлленшерны Бельке предстал перед специальной комиссией, обвинившей его в государственной измене. Несмотря на отсутствие каких-либо доказательств, он был лишён пенсии и сослан в свои имения.
В последующие годы Бельке принимал активное участие в политической борьбе, в ходе которой одним из требований «колпаков» было его возвращение в состав риксрода. Ещё до окончания неудачной для «шляп» войны с Россией пенсия Бельке была восстановлена, однако все попытки «колпаков» вернуть его в риксрод не увенчались успехом. После решительного поражения «колпаков» на риксдаге 1747 года Бельке удалился из политической жизни. В 1751 году сословия выразили ему своё доверие, однако в риксрод введён он так и не был. Лишь в 1761 году, когда позиции «шляп» ослабли, Бельке вновь занял эту должность.
Умер Бельке 11 мая 1763 года в Стокгольме.

## Семья
Был дважды женат:
- первым браком на дочери графа Карла Пипера Шарлотте Кристине (с 1715);
- вторым браком — на графине Анне Маргарете Оксеншерне (с 1731).

Оставил после себя мемуары, написанные им по просьбе королевы Луизы Ульрики (Mémoires pour servir à 1’histoire de Charles XII), которые впоследствии были изданы под названием «Воспоминания Т. Г. Бельке о Карле XII».